# 永登暗沙
永登暗沙，中国海南省渔民习惯称呼为奈罗角、奈罗谷，为南沙群岛北部的一个暗沙，是中业群礁的一部分，位于中业群礁的东北面。

## 历史
- 1935年中国公布名称为独立登滩。
- 1947年和1983年公布名称为永登暗沙[1]。

## 地质地形
由一水下环礁组成，呈南北走向，长约19公里，宽4到9.5公里，水深约5到11米，而礁湖水深为35到62米，最浅礁石4米深。